# Abdülkadir Kelleci
Abdülkadir Kelleci (né le 13 septembre 1986) est un coureur cycliste turc, multiple champion national de VTT. Il évolue au sein de l'équipe cycliste Spor Toto.

## Palmarès en VTT

### Championnats des Balkans
- 2016
  -  Médaillé d'argent du cross-country

### Championnats nationaux
- Champion de Turquie de cross-country en 2014, 2015, 2019, 2020 et 2021
- Champion de Turquie de cross-country marathon en 2017

## Classements mondiaux
| Année                                 | 2014 | 2015 | 2016  | 2017  | 2018  | 2019 | 2020 | 2021 | 2022  | 2023  |
| ------------------------------------- | ---- | ---- | ----- | ----- | ----- | ---- | ---- | ---- | ----- | ----- |
| Classement mondial                    |      |      | 1208e | 2713e | 2935e | nc   | nc   | nc   | 2511e | 2922e |
| UCI Europe Tour                       | 815e | nc   | 831e  | 1679e | 1930e | nc   | nc   | nc   | 1535e | nc    |
|                                       |      |      |       |       |       |      |      |      |       |       |
| Légende : nc = non classéSource : UCI |      |      |       |       |       |      |      |      |       |       |